# Дансько-балтійський допоміжний корпус
Дансько-балтійський допоміжний корпус (дан. Dansk-Baltisk Auxiliær Corps, DBAC) — данський військовий підрозділ, створений у 1919 році як неурядова ініціатива. Корпус складалася з приблизно 200 чоловіків.

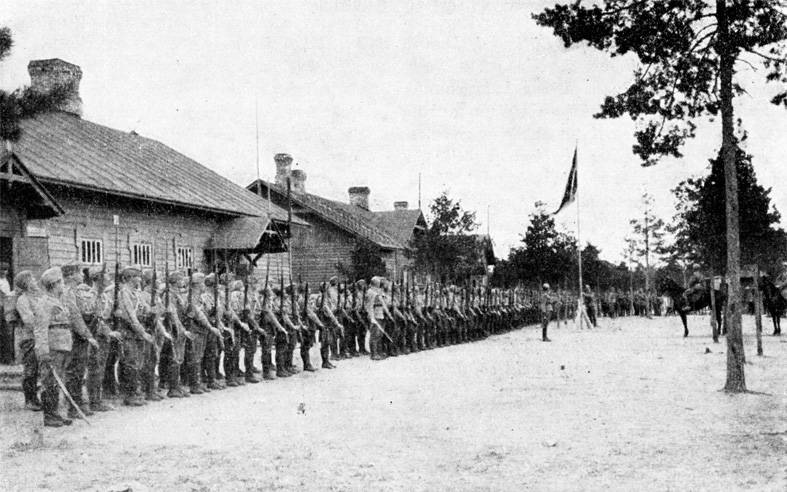
Данські добровольці перед відправленням на фронт, травень 1919 р.

Корпус мав укладений контракт з естонською армією і входив до її складу в період з травня по серпень 1919 року під час Визвольної війни в Естонії і Визвольної війни в Латвії. Протягом травня-червня корпус здійснив довгий рейд від Виру в південній частині Естонії на Єкабпілс в Латвії й, зрештою, на Даугаву, щоб відрізати більшовицькі лінії постачання.
Після успішної кампанії корпус був відправлений назад до Естонії.
На початку серпня 1929 р. командир корпусу капітан Івер де Геммер Ґудме (Iver de Hemmer Gudme) надіслав лист на ім'я Головного отамана С. Петлюри з пропозицією створення бригади (вона повинна була отримати назву Норманської) з-поміж добровольців данської, шведської, норвезької, фінської національності тощо, які брали участь в збройній боротьбі за незалежність Естонії та Фінляндії, та переміщення її на українсько-більшовицький фронт. Ця пропозиція не була прийнята через сумніви щодо ефективності такої бригади й значних коштів потрібних на її формування та утримання.